# Distretto di Heddada
Il distretto di Heddada è un distretto della provincia di Souk Ahras, in Algeria.

## Comuni
Il distretto comprende 3 comuni:
- Heddada
- Khedara
- Ouled Moumen